# Pusztacsalád
Pusztacsalád ist eine ungarische Gemeinde im Kreis Sopron im Komitat Győr-Moson-Sopron.

## Geografische Lage
Pusztacsalád liegt 59 Kilometer südwestlich des Komitatssitzes Győr und 32 Kilometer südöstlich der Kreisstadt Sopron am rechten Ufer des Flusses Kardos-ér.

## Geschichte
Im Jahr 1913 gab es in der damaligen Kleingemeinde 90 Häuser und 631 Einwohner auf einer Fläche von 5411 Katastraljochen. Sie gehörte zu dieser Zeit zum Bezirk Csepreg im Komitat Sopron.

## Sehenswürdigkeiten
- Römisch-katholische Kirche Keresztelő Szent János születése, erbaut um 1740
- Schloss Heller (Heller-kastély), erbaut 1890
- Szentháromság-Säule, erschaffen 1901
- Szent-István-Statue (Szent István-szobor), erschaffen 1860
- Kreuzwegstationen, nordwestlich des Ortes im Wald bei Baloghtanya

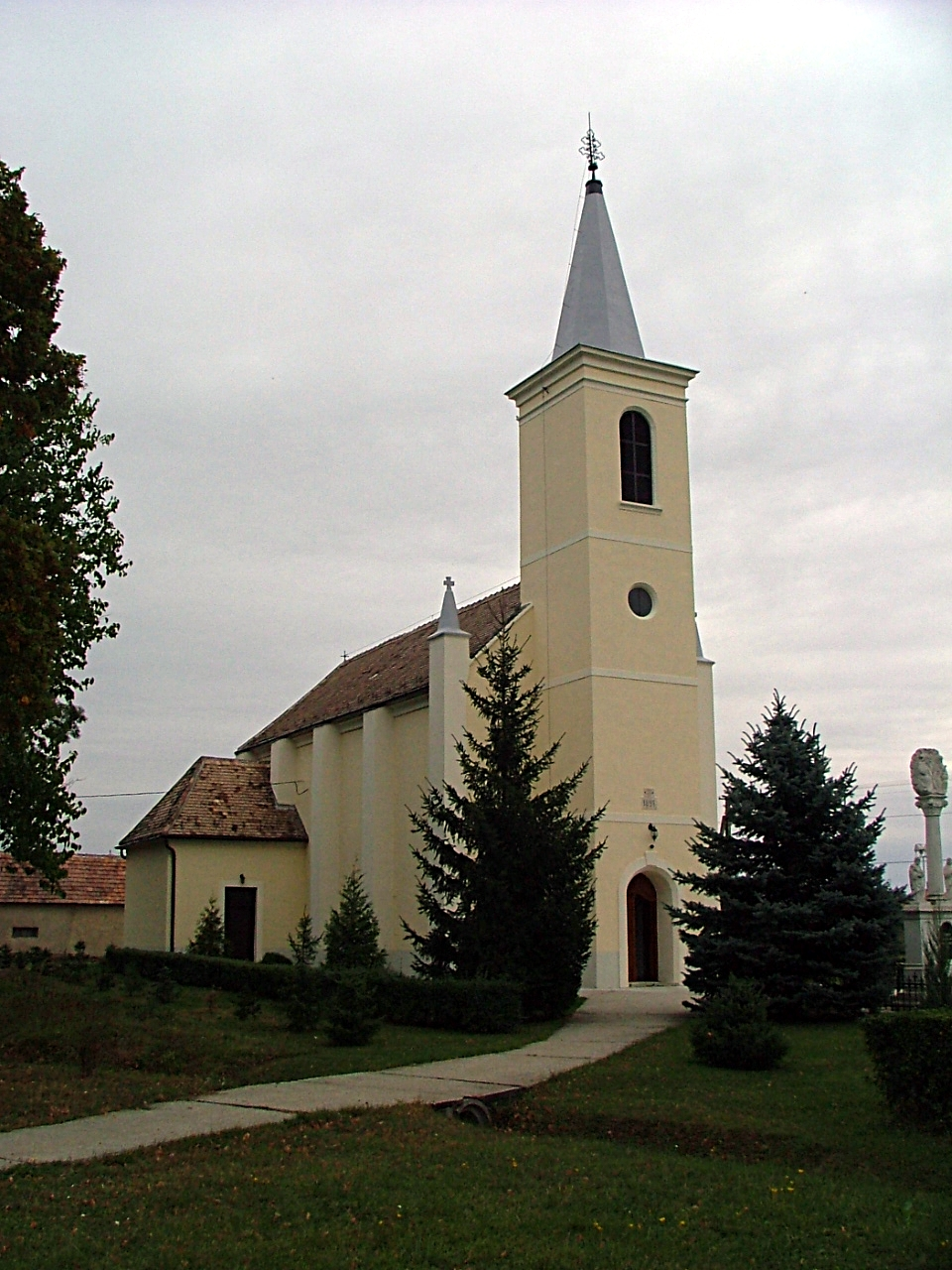
Römisch-katholische Kirche Keresztelő Szent János születése
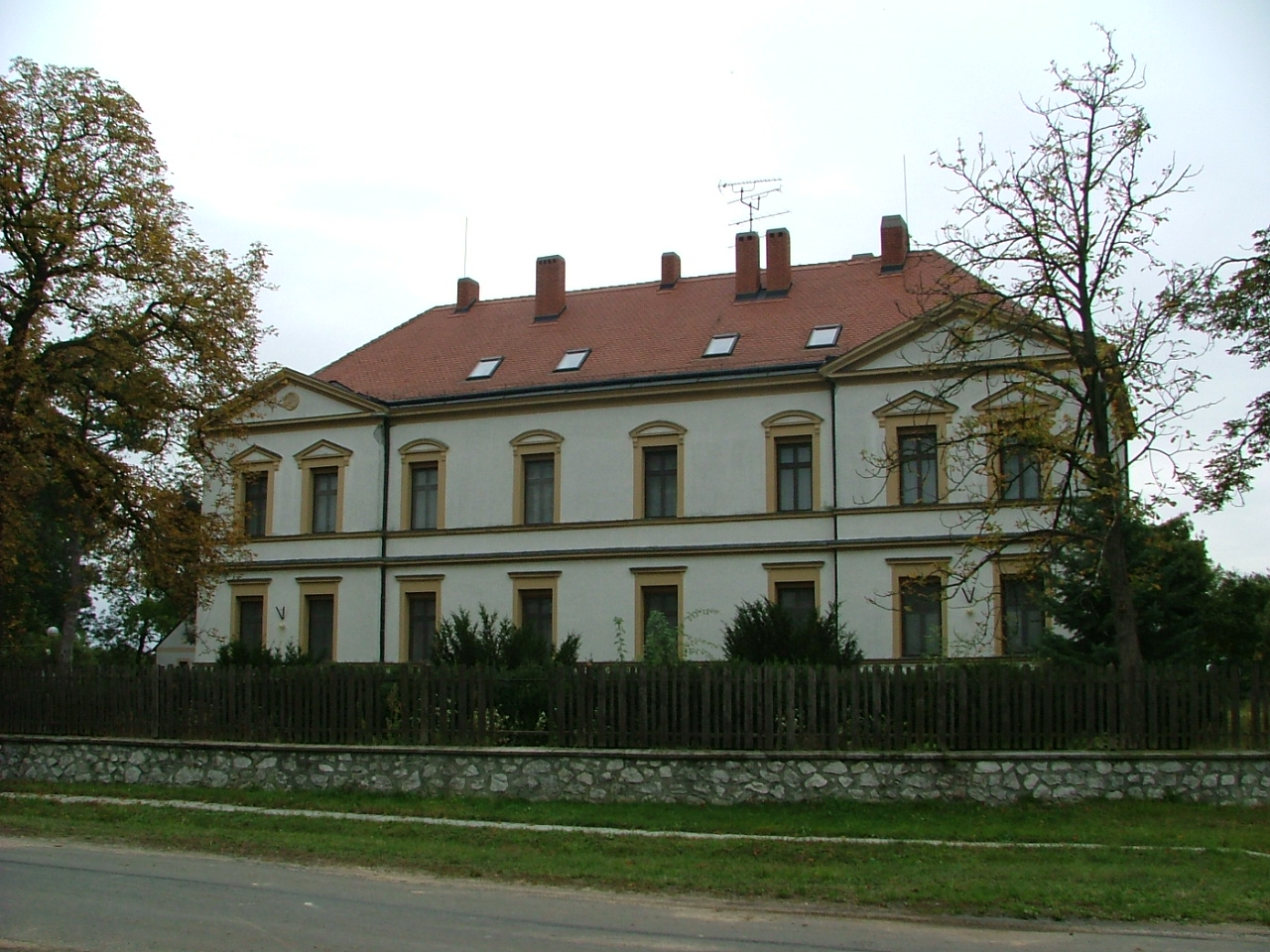
Schloss Heller
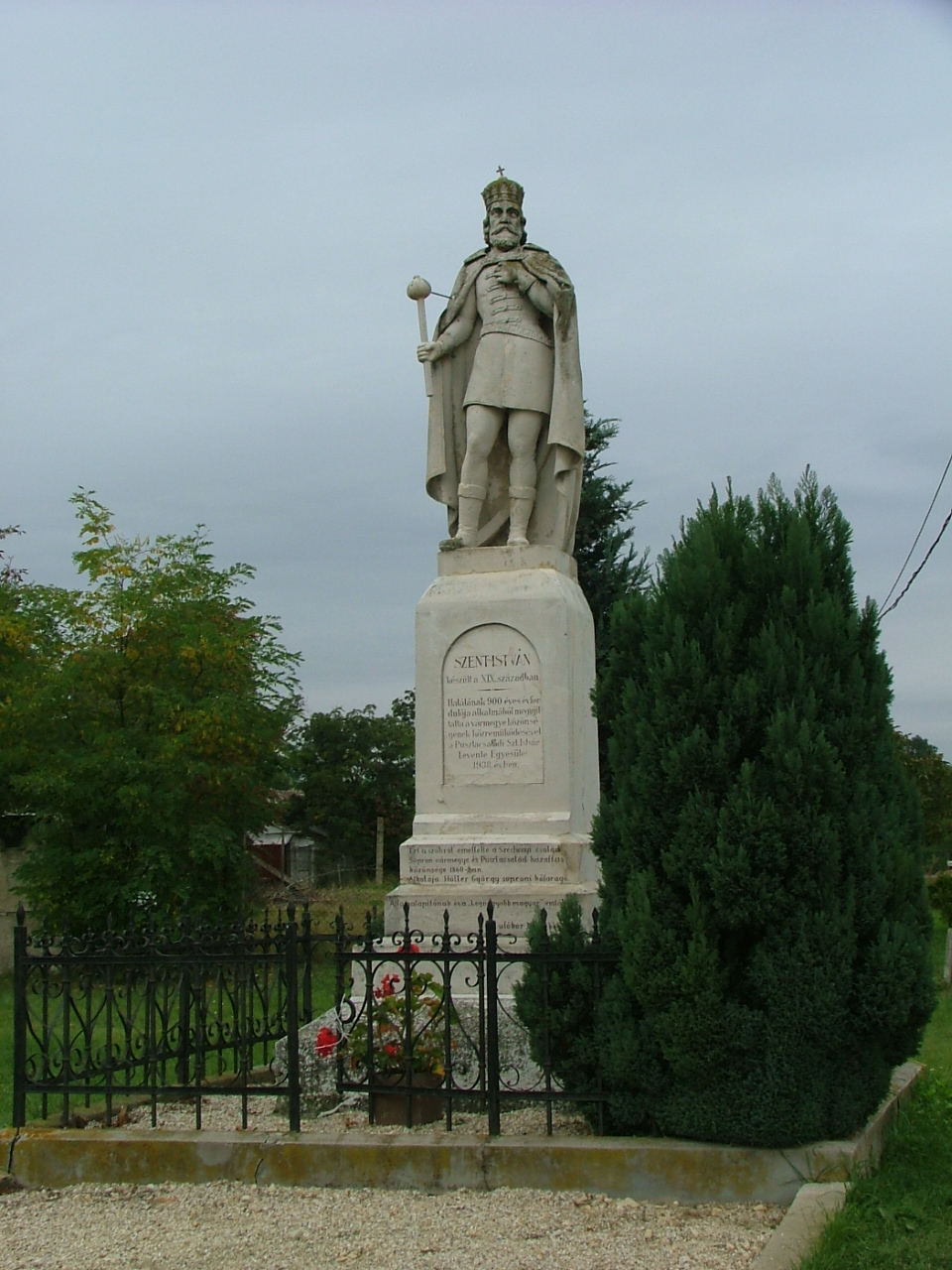
Szent-István-Statue

## Verkehr
Durch Pusztacsalád verläuft die Landstraße Nr. 8621. Die ehemals durch den Ort verlaufende Eisenbahnlinie von Celldömölk nach Fertőszentmiklós ist seit Mai 1979 nicht mehr in Betrieb. Der nächstgelegene Bahnhof befindet sich südöstlich in Répcelak.